# NGC 2484
NGC 2484 (другие обозначения — UGC 4125, MCG 6-18-4, ZWG 178.11, ARAK 148, PGC 22350) — линзообразная галактика (S0) в созвездии Рыси. Открыта Эдуардом Стефаном в 1885 году.
Расстояние до галактики составляет 192 мегапарсека, звёздная масса — 5⋅1011 M⊙. Вращение галактики происходит вокруг её большой оси. Галактика обладает активным ядром, излучающим в рентгеновском диапазоне и в радиодиапазоне.
С галактикой отождествляется радиоисточник B2 0766+37. Является тройным источником с угловой полушириной 120′′, однако на частоте 14,42 ГГц виден только один компонент с полушириной около 15′′, совпадающий с ядром галактики. Плотность потока 2,0 ± 0,2 янских на частоте 2,3 ГГц, 1,56 ± 0,05 Ян на 3,66 ГГц, 0,83 ± 0,15 Ян на 7,69 ГГц и 0,40 ± 0,07 Ян на 14,42 ГГц. Сравнение потоков в диапазоне 5,0—15,0 ГГц показывает, что радиоспектр ядра либо плоский, либо растёт в сторону высоких частот. Спектральный индекс галактики в целом равен примерно 0,7.
Этот объект входит в число перечисленных в оригинальной редакции «Нового общего каталога».